# Garnotia exaristata
Garnotia exaristata är en gräsart som beskrevs av Gould. Garnotia exaristata ingår i släktet Garnotia och familjen gräs. Inga underarter finns listade i Catalogue of Life.